# 유니 (가수)
유니(U;Nee(본명: 이혜련, 허윤), 1981년 5월 3일~2007년 1월 21일)는 대한민국의 배우이자 가수로, 1996년 드라마 《신세대 보고》를 통해 배우로 데뷔했고, 처음에는 드라마 및 영화 등에 출연하며 연기 활동을 하였다. 
2003년 1집 앨범을 발표하며 가수로 데뷔하였다. 2005년 2집을 발표하였으며, 2006년에는 일본에서 싱글 앨범을 발매하기도 했다. 2007년에 3집 발매를 앞두고 인천광역시 서구 마전동에 위치한 자택에서 숨진 채 발견되었다. 사유는 오래전부터 앓아온 우울증으로 추정된다.

## 학력
- 일산동고등학교 (졸업)
- 경희대학교 연극영화학과 학사

## 생애

### 어린 시절
1981년 5월 3일에 태어나 아버지의 얼굴도 모른 채 외할머니와 홀어머니 밑에서 자랐다. 호적 문제로 초등학교도 2달 정도 늦게 들어갔다. 유니의 본명이 허윤과 이혜련이라는 두 가지 이름으로 알려져 있는데, 이는 출생 당시 이름인 이혜련이 어머니가 지어준 본명이며, 이후 법정 소송을 통해 허윤으로 개명하였기 때문이다. 유니가 초등학교 2학년 때 어머니는 다른 사람과 결혼한다. 이후 어머니와 떨어져 외할머니와 지내게 된다. 아버지가 안 계시고 어머니와도 떨어져 살았기 때문에 어린시절과 사춘기 때 많은 아픔을 겪는다.

### 연예계 활동

#### 배우 이혜련
유니는 중학교 3학년 때인 1996년 10월 KBS 청소년 드라마 《신세대 보고 어른들은 몰라요》 공개 오디션에 합격하면서 데뷔하였다. 이후 드라마 《용의 눈물》, 《왕과 비》, 영화 《세븐틴》, 《질주》 등에 출연하였다. 인기 드라마 《용의 눈물》에 어리 역, 《왕과 비》에 장녹수 역으로 출연하여 시청자들의 눈길을 끌기도 했으나 배우로 크게 이름을 얻진 못하였다.
이후 공백기를 거쳐 2003년 가수로 데뷔하게 된다. 가수로 데뷔 전에 ‘이혜련’에서 ‘허윤’으로 개명한 것으로 보이나, 자세한 내용은 알려져 있지 않다. 이로 인해 개명전 이름인 이혜련이 예명으로 잘못 알려지기도 했다.

#### 가수 유니
2003년 6월 자신의 이름인 ‘허윤’에서 따온 ‘유니’라는 예명으로 1집 《U;Nee Code》를 발표하며 가수로 데뷔하였다. 1집 대표곡인 ‘가’로 활동하며 댄스와 섹시미로 이목을 끌게 된다. 2005년 2월 2집 《Passion & Pure》를 발표하였다. ‘섹시 호러(sexy horror)’를 콘셉트로 한 대표곡 ‘Call Call Call’ 뮤직비디오가 선정성 논란으로 방송불가 판정을 받기도 했으며 일부 누리꾼들의 반감을 사기도 했다. ‘Call Call Call’ 후속곡인 ‘아버지’로 활동할 무렵 TV에 출연해 미혼모의 딸로 태어났던 가족사를 밝히기도 했다.
가수 데뷔후 성형의혹을 받기도 하였고, 섹시 콘셉트로 인해 누드집 제의를 받기도 하였다. 2집 발매후 누드 화보집에 대한 소문이 확산되자, 유니와 소속사 측은 “섹시코드일 뿐, 성을 상품화하는 일은 결코 없다”며 누드집 발매는 절대로 없을 것이라고 입장을 밝혔다. 또 “잘 놀 것 같다”, “술, 담배를 잘할 것 같다” 등의 많은 오해를 받기도 한다.
2006년 1월 일본 도쿄 롯본기 벨파레에서 ‘한류스타 섹시댄스 가수 유니 일본 데뷔’라는 이름으로 열린 ‘힙팝 댄스 이벤트’에서 일본 데뷔 무대를 가졌으며, 2월에는 ‘Call Call Call’, ‘가’ 등을 일본어로 녹음해 수록한 첫 싱글 One을 발매하였다.

### 죽음
어느덧 한해가 거의 저물어 가고 있어... 공허감으로 가득하네요. 이것 역시 한 과정이겠죠. 알 수 없는 그곳으로 난 또 걸어갑니다. 
3집 발표를 앞둔 2007년 1월 21일 낮, 자신의 방 붙박이장 옷걸이 봉에 목욕 가운 허리끈으로 목을 매 숨져있는 것을 외할머니가 발견하였다. 향년 27세. 유서는 발견되지 않았다. 유니 어머니는 유니가 어려서 연예계에 데뷔해 내성적인 성격으로 마음고생이 심했으며 그로 인해 우울증이 있었는데 그게 원인인 것 같다고 밝혔다.
한편 언론은 3집 활동을 앞두고 뮤직비디오 촬영, 대표곡 선정, 새로운 콘셉트 등으로 소속사와 갈등이 있었으며 성공에 대한 부담감이 컸고, 가수 데뷔후 ‘성형미인’, ‘인조인간’ 등 악성댓글로 마음고생이 심했다는 점을 지적하기도 하였다. 유니의 한 측근은, 차비 몇 만원이 없어 빌려준 적이 여러 번일 정도로 유니가 경제적으로 무척 어려운 상황이었다고 밝히기도 했다.
1월 22일 화장후 유해는 경기도 안성 유토피아추모관에 안치되었다.

## 앨범
- U;Nee Code(2003년 6월, 1집 음반.)
- Passion & Pure(2005년 2월, 2집 음반.)
- One(2006년 3월, 일본에서 발매된 싱글 음반.)
- Solo Fantasy(2007년 4월, 3집 음반.)

## 출연 작품

### 텔레비전 드라마
- 신세대 보고(1996년, KBS)
- 대추나무 사랑 걸렸네 시즌 제1기(1997년, KBS1) ... 1954년 당시 14세로 서울동덕여자중학교 1학년 중퇴하던 어린 시절의 안다정 역(단역)
- 간이역 시즌 제1기(1997년, MBC) ... 중학교 1학년 14세 어린 시절의 최계순 역(단역)
- 성장느낌 18세(1997년, SBS)
- 행복은 우리 가슴에(1997년, SBS) - 조은하 역
- 남자 셋 여자 셋(1997년, MBC) - 이혜련 역 (118회 〈공포의 붕어빵〉 편)
- 용의 눈물(1998년, KBS) - 어리 역
- 납량특선 8부작(1998년, SBS) - 길혜진 역(〈공포의 눈동자〉 편)
- LA 아리랑(1998년, SBS) - 목소리 출연(미국 일리노이 주 시카고 한인 교포 3세 재니트 손(손소희, Janet Sohn) 역)
- 여자 대 여자(1998년, MBC) - 말레이시아 수도 룸푸르 한인 교포 3세 멜라니 한유림 역
- 은아의 뜰(1998년, KBS) - 송미선 역
- 여자 대 여자(1999년, MBC) - 새해맞이로써 고국인 대한민국을 방문한 이민 13년차 포르투갈령 마카오 한인 교포 3세 오주현 역
- 왕과 비(2000년, KBS) - 장녹수(숙용 장씨) 역 (2000년 2월 12일 방송분부터 등장)[27]
- 귀여운 여인(2001년, KBS2) - 오여진 역
- 논스톱3(2003년, MBC) - 카메오

### 영화
- 세븐틴(1998년) - 티티 역
- 질주(1999년) - 상희 역

### 방송
- SBS 《도전 1000곡》 (2001년 7월 29일)
- KBS 2TV 《뮤직플러스》 (2003년 6월 21일)
- KBS 2TV 《자유선언 토요대작전 - 산장미팅 장미의 전쟁》 (2003년 7월 12일 ~ 26일)
- SBS 《뷰티풀 선데이》 (2003년 7월 13일)
- MBC 《강호동의 천생연분》 (2003년 8월 2일)
- SBS 《보아르 원정대》 (2003년 8월 3일)
- KBS 2TV 《TV 오디션 도전 60초》 (2003년 8월 8일)
- MBC 《일요일 일요일 밤에 - 브레인 서바이버》 (2003년 8월 17일)
- MBC 《코미디 하우스 - 노브레인 서바이벌》 (2003년 8월 23일)
- MBC 《댄스! 댄스!》 (2003년 9월 12일)
- MBC 《강호동의 천생연분》 (2003년 9월 20일)
- KBS 2TV 《TV는 사랑을 싣고》 (2003년 9월 28일)
- MBC 《강호동의 천생연분》 (2003년 10월 4일)
- SBS 《웃음을 찾는 사람들》 (2005년 2월 16일)
- KBS 2TV 《스타골든벨》 (2005년 2월 20일)
- SBS 《X맨을 찾아라》 (2005년 3월 13일~20일)
- KBS 1TV 《청춘! 신고합니다》 (2005년 3월 14일)
- KMTV 《리빙룸 쇼》 (2005년 3월 24일)
- KBS 1TV 《사랑의 리퀘스트》 (2005년 3월 26일)
- KBS 2TV 《해피투게더》 (2005년 3월 31일, 4월 7일)
- SBS 《X맨을 찾아라》 (2005년 4월 10일~17일)
- MBC 《유재석 김원희의 놀러와》 (2005년 4월 16일)
- MBC 《행복주식회사 - 만원의 행복》 (2005년 4월 23일)
- KBS 1TV 《가족오락관》 (2005년 4월 23일)
- KBS 1TV 《체험 삶의 현장》 (2005년 4월 24일)
- SBS 《스타★ 아빠의 도전》 (2005년 5월 2일)
- KBS 2TV 《이홍렬 박주미의 여유만만》 (2005년 5월 12일)
- KBS 1TV 《청춘! 신고합니다》 (2005년 5월 14일)
- SBS 《2005 드림콘서트 - i-concert》 (2005년 7월 10일)
- MTV 《MTV 라이브 와우 스페셜 - 빙 콘서트》 (2005년 7월 23일)
- Mnet 《애니모션》 (2005년 8월 8일)
- MBC 《추석특집 - 스타 댄스배틀 2005》 (2005년 9월 17일)
- SBS 《정은아, 류시원의 결정! 맛대맛》 (2005년 9월 18일)
- KBS 1TV 《2005 국군가요제》 (2005년 10월 1일)
- MBC 《일요일 일요일 밤에 - 상상원정대》 (2005년 10월 9일)
- MBC 《유재석 김원희의 놀러와》 (2005년 10월 20일)
- KMTV 《All New KM - 1021300》 (2005년 10월 21일)
- MBC 《강력추천 토요일 - 이미지 서바이벌》 (2005년 10월 29일 ~ 2006년 3월 4일)
- MBC 《강력추천 토요일 - 스타 장학퀴즈쇼》 (2005년 12월 3일)
- MBC 《일요 스타워즈 - 명랑운동회》 (2005년 12월 11일)
- Mnet 《엠넷 와이드 - 일본 진출기 7일 메이킹》 (2006년)

### 광고
- 코오롱제약 비코그린(2000년)